# Life on Mars?
Pour les articles homonymes, voir Life on Mars.
Singles de David Bowie
Time
(juin 1973) Let's Spend the Night Together
(juillet 1973)
Life on Mars? est une chanson de David Bowie parue en 1971 sur l'album Hunky Dory. Elle est éditée en single en 1973 et se classe no 3 des ventes au Royaume-Uni. C'est l'une des chansons les plus connues et appréciées de Bowie.

## Histoire

### Origines
En février 1968, David Bowie se voit confier par son éditeur David Platz une démo de la chanson de Claude François Comme d'habitude, écrite par le chanteur avec Gilles Thibaut et Jacques Revaux. Platz a reçu cette démo d'un collègue, Geoffrey Heath, qui cherche à adapter cette chanson en anglais. Bowie se met immédiatement au travail et produit une adaptation intitulée Even a Fool Learns to Love, dont il enregistre une version de travail en chantant par-dessus la version de Claude François. Son enthousiasme est palpable, et il semble avoir envisagé d'en faire son prochain single. Cependant, l'éditeur français de la chanson y met son veto dans la mesure où Bowie est à cette époque un parfait inconnu dont la carrière musicale n'a pas encore décollé. En fin de compte, c'est l'adaptation de Paul Anka, My Way, qui devient un énorme succès international grâce à la version de Frank Sinatra.
Bowie reprend la progression d'accords de Comme d'habitude lorsqu'il compose par la suite Life on Mars?. Il fait discrètement allusion à My Way sur la pochette arrière de Hunky Dory où le titre de la chanson est suivi de la mention entre parenthèses « inspired by Frankie » (« inspiré par Frankie »). Plusieurs décennies plus tard, dans le livret de la compilation iSelect, il affirme que la chanson lui est venue très rapidement, alors qu'il se promenait dans un parc londonien par une belle journée ensoleillée, et qu'il lui a suffi d'une après-midi pour en boucler l'écriture.

### Enregistrement
Life on Mars? est enregistrée aux studios Trident de Londres le 6 août 1971, lors du dernier jour des séances de Hunky Dory. Bowie est accompagné par les mêmes musiciens que sur le reste de l'album : le guitariste Mick Ronson, le bassiste Trevor Bolder, le batteur Mick Woodmansey et le claviériste Rick Wakeman. Outre la partie de guitare, Ronson joue également du mellotron et s'occupe des arrangements de la section de cordes, composée de musiciens de studio classiques qui travaillent habituellement pour la BBC. Il est très nerveux, car c'est la première fois qu'il réalise ce genre de travail, mais tout se passe bien.

### Parution et accueil
Hunky Dory est publié le 4 décembre 1971 aux États-Unis et le 17 décembre au Royaume-Uni. Life on Mars? en est la quatrième piste, apparaissant au milieu de la première face, entre Eight Line Poem et Kooks. La maison de disques RCA Records choisit d'extraire une autre chanson de l'album comme single, Changes. Ce n'est qu'un an et demi plus tard, le 22 juin 1973, que Life on Mars? est éditée en 45 tours, avec The Man Who Sold the World en face B. Bowie, qui incarne désormais le personnage de Ziggy Stardust, est alors au sommet de sa popularité au Royaume-Uni grâce au succès phénoménal des albums The Rise and Fall of Ziggy Stardust and the Spiders from Mars et Aladdin Sane, et la chanson a été sélectionnée pour une parution en single en raison du bon accueil que lui réserve le public du Ziggy Stardust Tour. Elle reste classée pendant treize semaines dans le hit-parade britannique, atteignant la 3e place à la fin du mois de juillet, et elle est certifiée disque d'argent pour plus de 250 000 exemplaires écoulés.

### Postérité
La popularité de Life on Mars? ne se dément pas au fil des décennies et elle constitue l'une des chansons les plus célèbres de David Bowie. Elle apparaît sur de nombreuses compilations et figure dans son répertoire scénique lors des tournées Ziggy Stardust Tour (1972-1973), Serious Moonlight Tour (1983), Sound + Vision Tour (1990), 'hours…' Tour (1999), Heathen Tour (2002) et A Reality Tour (2003-2004).
En France, Life on Mars? est rééditée en single en 2001 à la suite de son utilisation dans une publicité de La Poste. De la même manière, la chanson connaît un nouveau pic de popularité au Royaume-Uni en 2007, à la fin de la deuxième saison de la série télévisée Life on Mars qui lui doit son titre. Elle se classe à cette occasion no 55 du hit-parade britannique. La mort de David Bowie, le 10 janvier 2016, donne lieu à un regain d'intérêt pour sa musique dans le monde entier. Life on Mars? fait irruption dans les hit-parades de nombreux pays, notamment la France où elle se classe no 3 des ventes au mois de mars. La même année, une version remixée par Ken Scott est éditée en single pour promouvoir la compilation Legacy.
En 2007, le magazine britannique Q inclut Life on Mars? en troisième position dans sa liste des meilleures chansons de tous les temps, après Strawberry Fields Forever des Beatles et Sympathy for the Devil des Rolling Stones.
En 2021, cette chanson est utilisée à l'intérieur du film Licorice Pizza et pour illustrer sa Bande Annonce. Elle est en même temps éditée sur la Bande Originale du film aux cotés d'une vingtaine d'autres standards des années 70.
Life on Mars? a été reprise par de nombreux artistes, parmi lesquels :
- Steve Allen (en) en single (1972) ;
- Alain Kan (1973)
- Barbra Streisand sur l'album ButterFly (en) (1974) ;
- Anni-Frid Lyngstad sur l'album Frida ensam (en) (1975) en suédois, sous le titre Liv på Mars? ;
- London Symphony Orchestra sur l'album Classic Rock (1977) ;
- Frank Sidebottom (en) sur le maxi Sci-Fi EP (1986) ;
- Jasper Steverlinck en single (2003) ;
- Seu Jorge sur la bande originale du film La Vie aquatique (2004) en portugais ;
- Michael Ball sur l'album Music (2005).
- Jessica Lange dans la série American Horror Story épisode 1 saison 4 (2014 aux usa, 2015 en France).

## Caractéristiques artistiques

### Paroles et musique
Les paroles de Life on Mars? sont obscures, avec beaucoup d'allusions et de références, mentionnant Mickey Mouse et John Lennon, Ibiza et les Broads du Norfolk. La phrase « Look at those cavemen go » est quant à elle un clin d'œil à la chanson humoristique Alley Oop (en), enregistrée en 1957 par les Hollywood Argyles (en) et reprise en 1966 par le Bonzo Dog Doo-Dah Band. Le premier couplet suit une « fille aux cheveux châtain » (« girl with the mousy hair ») qui se rend au cinéma pour fuir son quotidien médiocre. Certains critiques y ont vu une allusion à Hermione Farthingale, la petite amie de Bowie en 1968, mais son biographe Nicholas Pegg note qu'il n'existe aucun véritable point commun entre Farthingale et le personnage de la chanson. Le thème général de Life on Mars? est plutôt le désir d'évasion, qui s'entrechoque avec les allusions à la société de consommation qui parsèment les paroles.
Cette chanson est connue pour sa recherche harmonique extrêmement poussée. En effet, la 1re partie de couplet commence en fa majeur, puis, à partir de « But the film is a saddening bore », enchaîne sur une suite d'accords rarement utilisée : {\displaystyle A\flat /E\flat } | {\displaystyle A\flat (\sharp 5)/E} | {\displaystyle F-} | {\displaystyle A\flat 7/G\flat } {\displaystyle G\flat } | {\displaystyle D\flat } | {\displaystyle D\flat (\sharp 5)/A} | {\displaystyle B\flat -} | {\displaystyle D\flat 7/C\flat } (accompagné par les violoncelles tous les premiers temps), et enfin {\displaystyle B\flat },. « Je n'en revenais pas que cette suite ait marché », a dit Bowie plus tard.[réf. nécessaire]

### Clip
Le clip de Life on Mars?, réalisé par le photographe Mick Rock, est tourné le 13 juin 1973 au studio Blandford West Ten de Ladbroke Grove, à Londres. Bowie mime la chanson devant un fond entièrement blanc. Il porte un costume turquoise conçu par son ami Freddie Burretti et un maquillage tout aussi coloré conçu par Pierre Laroche : cheveux rouges, fard à paupières bleu et fond de teint blanc. L'image est légèrement surexposée pour donner « un effet pop art étrange et onirique » selon Rock.

## Fiche technique

### Titres
Toutes les chansons sont écrites et composées par David Bowie.
| A. | Life on Mars? (produit par Ken Scott)                  | 3:48 |
| B. | The Man Who Sold the World (produit par Tony Visconti) | 3:55 |

### Musiciens
- David Bowie : chant
- Mick Ronson : guitare, mellotron, arrangements
- Trevor Bolder : basse
- Mick Woodmansey : batterie
- Rick Wakeman : piano[15]

### Équipe de production
- Ken Scott : production

### Classements hebdomadaires
| Pays (classement)              | Meilleure position | Année |
| ------------------------------ | ------------------ | ----- |
| Allemagne (Media Control AG)   | 39                 | 1973  |
| Royaume-Uni (UK Singles Chart) | 3                  | 1973  |
| États-Unis (Hot Rock Songs)    | 12                 | 2016  |
| France (SNEP)                  | 3                  | 2016  |
| Italie (FIMI)                  | 33                 | 2016  |
| Pays-Bas (Single Top 100)      | 95                 | 2016  |
| Suède (Sverigetopplistan)      | 44                 | 2016  |
| Suisse (Schweizer Hitparade)   | 48                 | 2016  |